# Meneses de Campos
Meneses de Campos ist ein nordspanischer Ort und eine Gemeinde (municipio) mit 101 Einwohnern (Stand: 2024) im Südwesten der Provinz Palencia der Autonomen Gemeinschaft Kastilien-León.

## Lage
Der Ort Meneses de Campos liegt am Río Anguijón im Süden der Comarca Tierra de Campos in der kastilischen Hochebene in einer Höhe von etwa 750 m. Die Provinzhauptstadt Palencia befindet sich gut 45 km (Fahrtstrecke) nordöstlich; Valladolid, die Hauptstadt der Nachbarprovinz, ist gut 43 km in südöstlicher Richtung entfernt. Das Klima im Winter ist durchaus kalt, im Sommer dagegen warm bis heiß; die spärlichen Regenfälle (ca. 430 mm/Jahr) fallen verteilt übers ganze Jahr.

## Bevölkerungsentwicklung
| Jahr      | 1842 | 1900 | 1950 | 2000 | 2021 |
| Einwohner | 801  | 684  | 579  | 134  | 120  |

Der Bevölkerungsrückgang im 20. Jahrhundert ist im Wesentlichen auf die Mechanisierung der Landwirtschaft und die Stilllegung von bäuerlichen Kleinbetrieben („Höfesterben“) und den damit einhergehenden Verlust von Arbeitsplätzen zurückzuführen.

## Wirtschaft
Die auf den fruchtbaren Lehm- und Lössböden der Tierra de Campos betriebene Feldwirtschaft und die Haltung von Kleinvieh (v. a. Hühner) bildeten jahrhundertelang die Lebensgrundlage der als Selbstversorger lebenden Bevölkerung der Region; Pferde und Esel wurden als Zug- und Tragtiere gehalten. Seit dem Mittelalter entwickelten sich auch Handwerk, Kleinhandel und Dienstleistungsbetriebe aller Art, die jedoch inzwischen zumeist wieder verschwunden sind.

## Geschichte
In vorrömischer Zeit gehörte die Region zum Siedlungsgebiet des keltischen Volksstamms der Vaccäer; später kamen Römer und Westgoten und im 8. Jahrhundert wurde das Gebiet von den Mauren überrannt – alle vier Kulturen haben jedoch in dem ehemals möglicherweise bewaldeten Gebiet keine archäologisch verwertbaren Spuren hinterlassen. Bereits im 9. Jahrhundert eroberten asturisch-leonesische Heere die Gebiete nördlich des Duero zurück (reconquista). Ende des 10. Jahrhunderts machte der maurische Heerführer Almansor die christlichen Erfolge vorübergehend wieder zunichte, aber im 11. Jahrhundert dehnte das Königreich León sein Herrschaftsgebiet erneut bis zur Duero-Grenze aus. Die Region wurde wiederbesiedelt (repoblación), wobei vor allem die baskische Familie Tellez de Meneses aus dem Valle de Mena eine wichtige Rolle spielte. Nach vorangegangenen Versuchen vereinigte sich León im Jahr 1230 endgültig mit dem Königreich Kastilien, doch kam es auch in der Folgezeit immer wieder zu Auseinandersetzungen. Seine Blütezeit erlebte der Ort im ausgehenden Mittelalter und in der frühen Neuzeit.

## Sehenswürdigkeiten

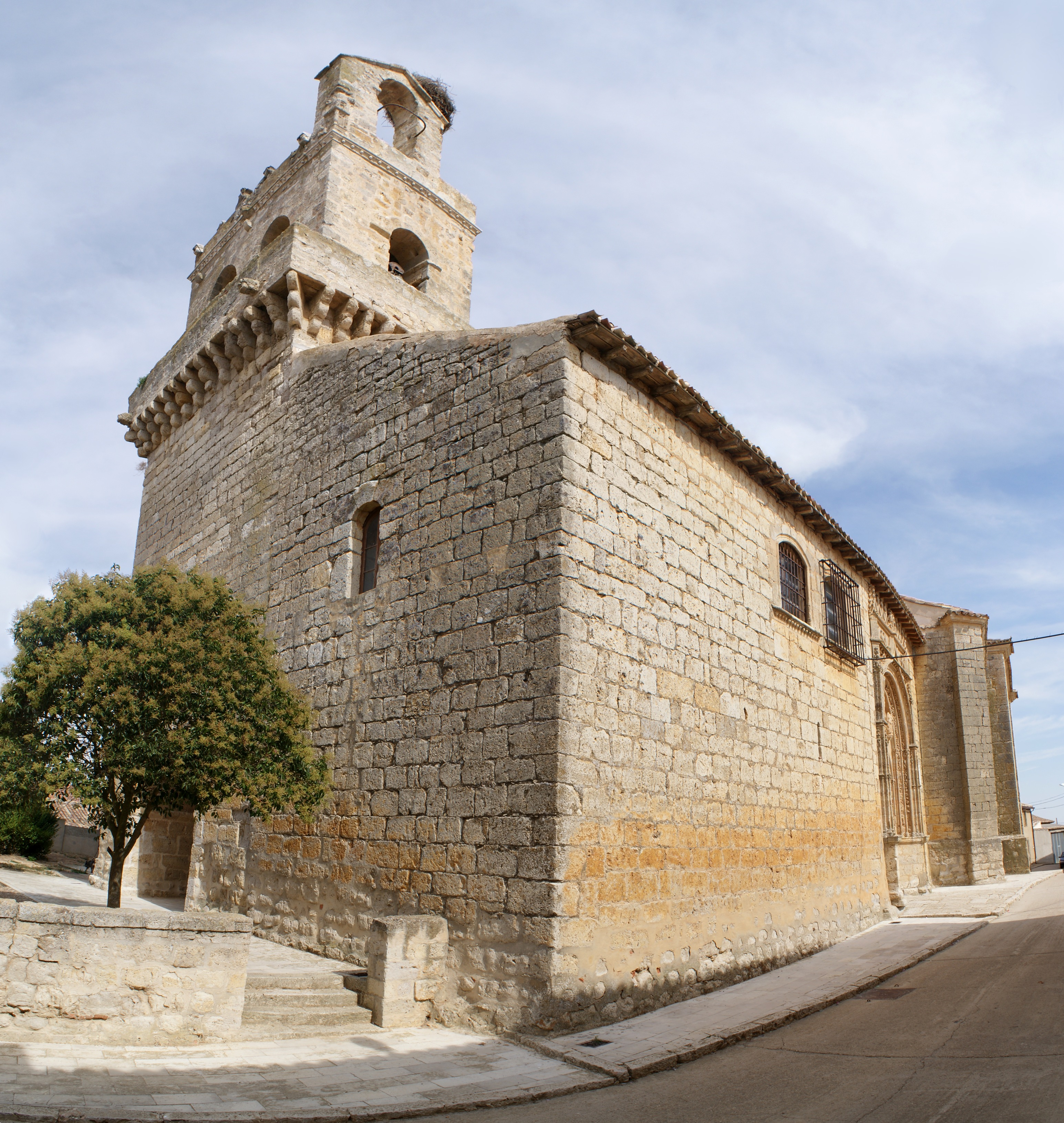
Iglesia de Nuestra Señora del Tovar

- Von einer urkundlich überlieferten Burg (castillo) der Familie Tellez ist nichts mehr erhalten.[6]
- Ältester Teil der mit Hausteinen aus den nahegelegenen Bergen der Montes Torozos erbauten Iglesia de Nuestra Señora del Tovar ist der aus dem 13. Jahrhundert stammende Wehrturm, der einst die Kirche mit der Burg verband. Im 16. Jahrhundert, als die Grundherrschaft (señorio) längst auf die Familie Albuquerque übergegangen war und die Burg ihre strategische Bedeutung verloren hatte, wurde die alte Burgkapelle abgerissen und durch ein dreischiffiges Langhaus mit anschließender Apsis ersetzt. In dieser Zeit entstand auch das neue Portal im spätgotischen Isabellinischen Stil auf der Südseite. Im Innern der Kirche beeindruckt der mit Blattgold überzogene barocke Hochaltar, in welchem ein nur ca. 8 cm hohes romanisches Muttergottesfigürchen der – möglicherweise aus der alten Heimat mitgebrachten – Nuestra Señora del Tovar gezeigt wird.[7]

## Persönlichkeiten
- Luis Javier Argüello García (* 1953), Erzbischof von Valladolid